# 文心雕龍·樂府
〈樂府〉是文心雕龍的其中一篇，由劉勰所作，是中國史上第一篇評價樂府的文學批評文章，其將中國樂府詩將詩體抽出來看待，並從雅正為尺度對樂府詩的聲和辭作出要求。

## 內容大要
劉勰在本文批評了當時的樂府，因為其認為禮樂主要的目的是用來教化的，而不是一種娛樂的手段。而且，樂府的形式應該統一，文本和音樂之間是應該相輔相成的。其次，當時的文風糜爛，故此希望借此表達其對當時環境的想法。而他認為俗文學會影響雅文學創作，故此希望文人會從俗文學中吸收養份，促進雅文學。

## 分析
學界對於〈樂府〉的研究最早是黃侃《文心雕龍札記》評點，其後各種的評點、校勘書籍都有出現。但是對於〈樂府〉的仔細專著主要在八十年代之後的文章之中。學界主要關注的地方包括從〈樂府〉所見劉勰的音樂思想、他所批評淵源、他對民間歌謠的態度，以及比較其他評價樂府文體的文章。
在音樂思想方面，白嵐玲認為，「中和」是劉勰的音樂美學思想核心，而他在〈樂府〉一文中記述了「中和」的美學觀點、構成因素和實現途征等。
也有學者關注其所記述的應該是左延年還是李延年的看法。雖然差不多所有書籍都記之為李延年，但是因為黃侃在《文心雕龍札記》中按的是唐寫本考之為左延年（因版本校勘一般都是按時代早晚作據），故此大部份學者都依之。之後、范文瀾、劉永濟、王運熙、陸侃如都按這一個說法。而楊明照再補按《晉書·樂志》補充。